# Sierra de Nayarit

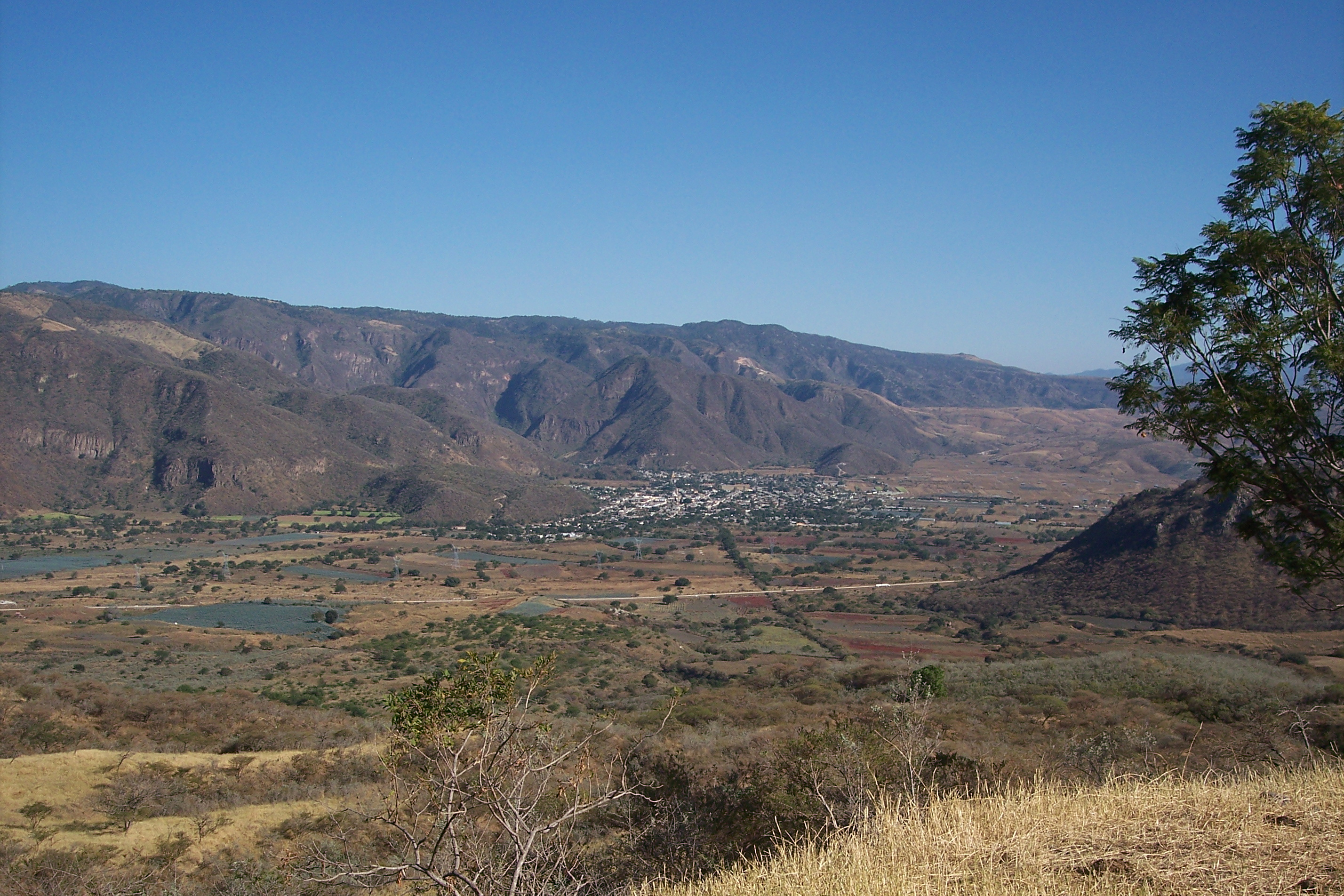
Paisaje de la Sierra Madre Occidental en Nayarit.

La Sierra de Nayarit; también llamada Sierra del Nayar y Sierra de Álica, es una sierra que forma parte de la Sierra Madre Occidental, se ubica entre los estados de Durango y Nayarit, México.
La sierra está orientada en dirección noroeste-sureste y está conformada por un altiplano con altitud de entre 2,000 y 2,500 m s. n. m. En la sierra nacen el río Grande de Santiago y el río Huaynamota. La parte suroeste de la sierra de Nayarit es llamada sierra Acatlán, en donde hay yacimientos de plata (producción: 8870 kg en el 2012) y oro (producción: 97 kg en el 2012).
Al finalizar la conquista la zona de Nayarit fue encomendada a misioneros, quienes con los indígenas de la zona trabajaron la tierra hasta la guerra de independencia. La zona está habitada por el Pueblo cora.

## Galería

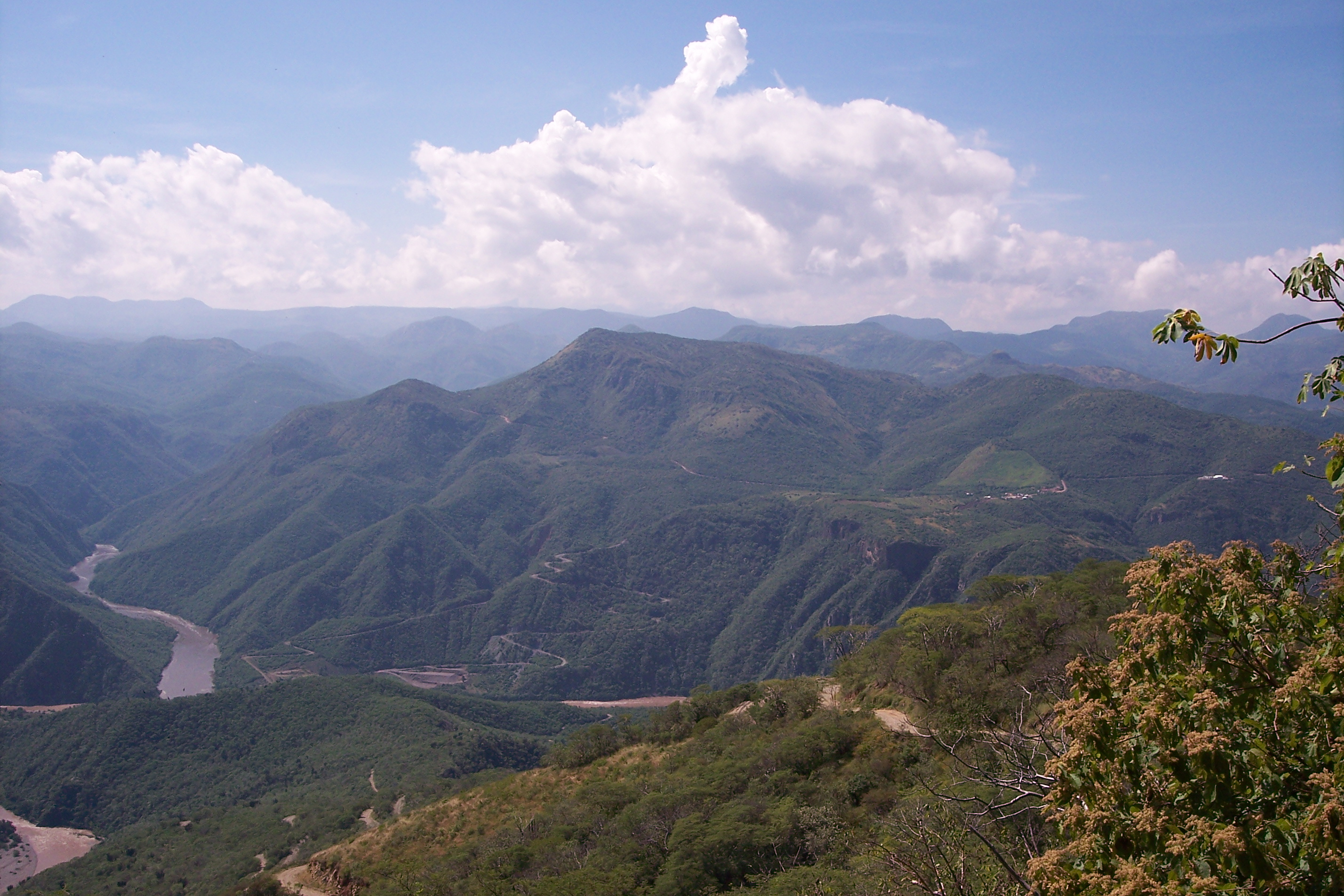
Río Huaynamota

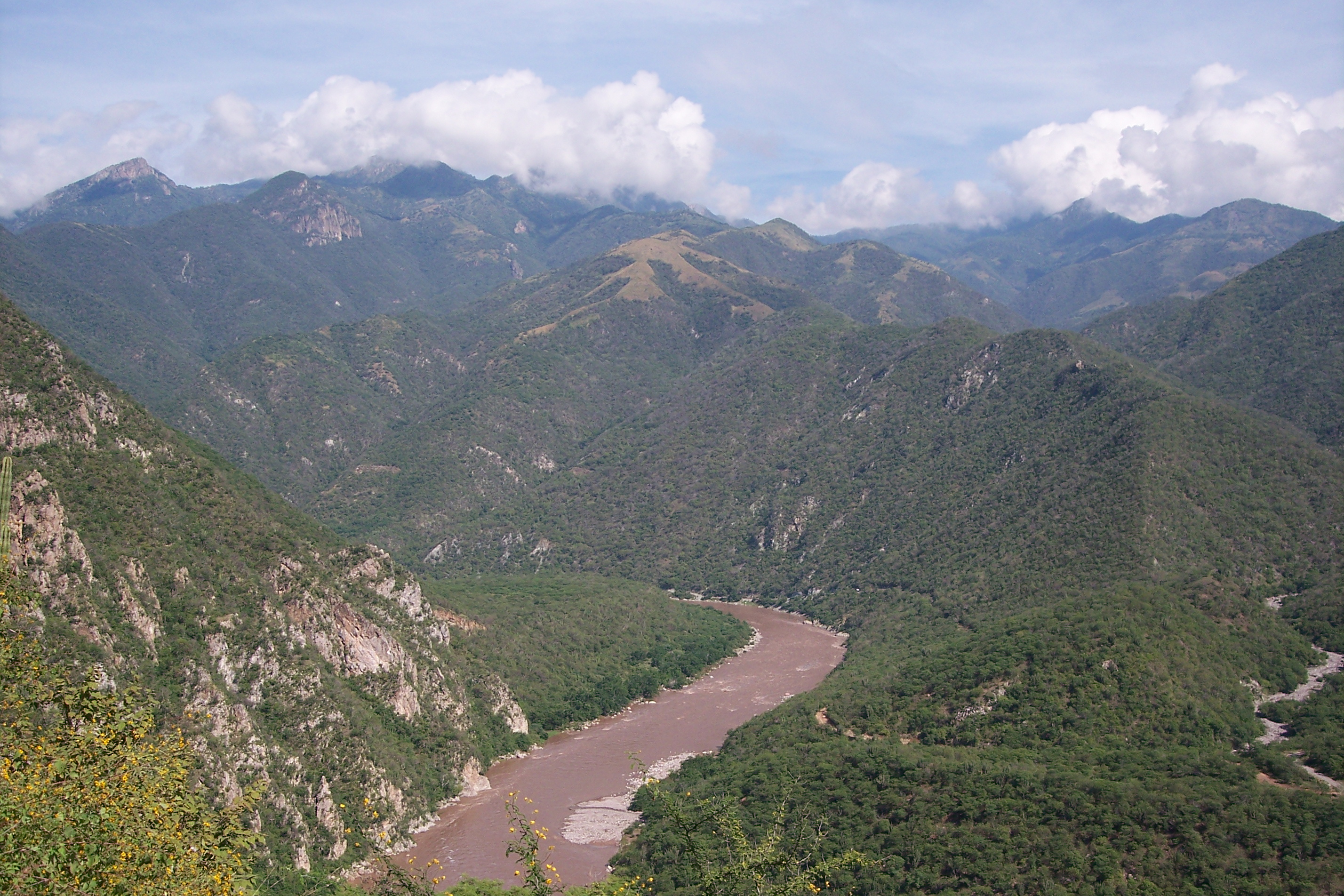
Rio Santiago

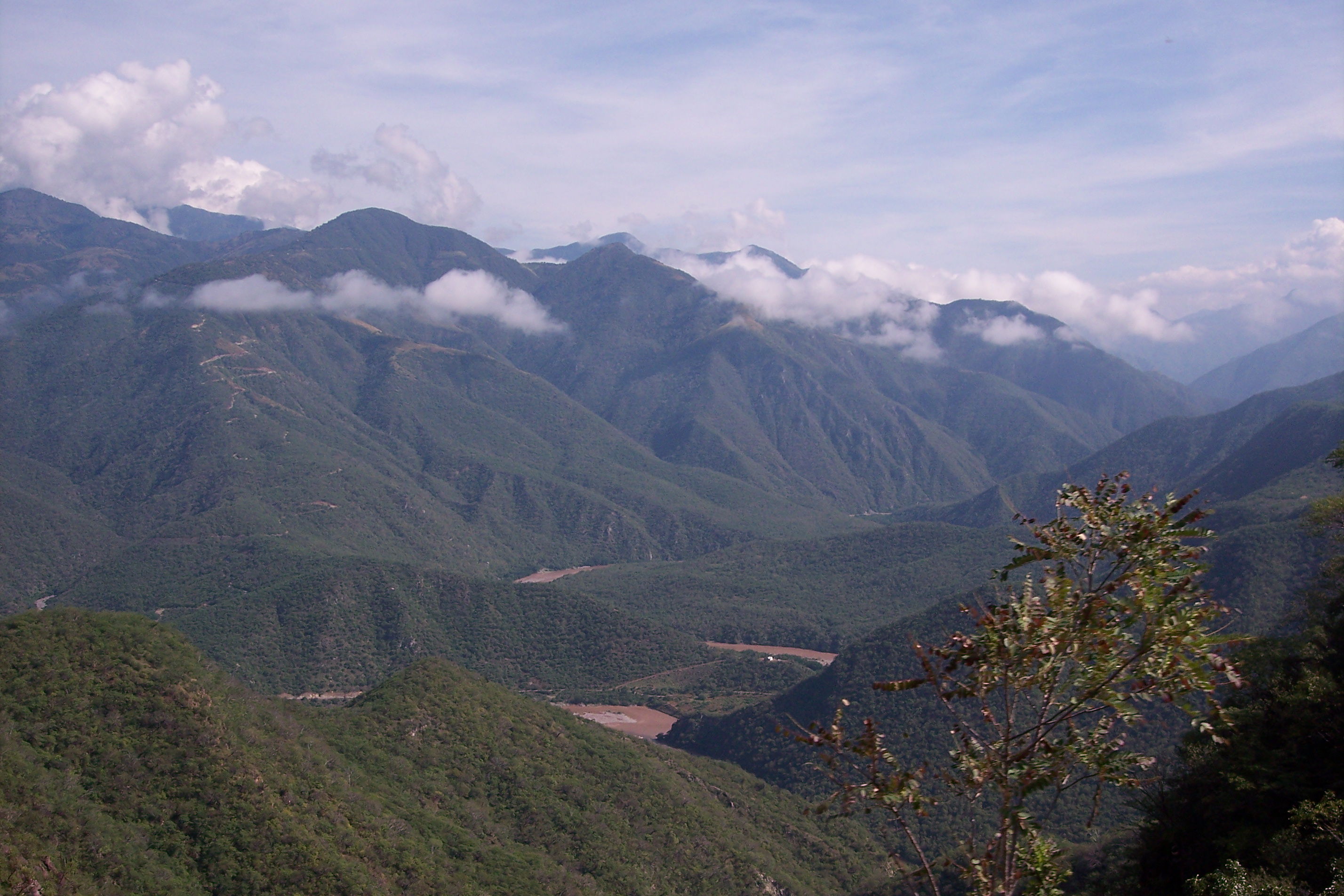
Río Santiago

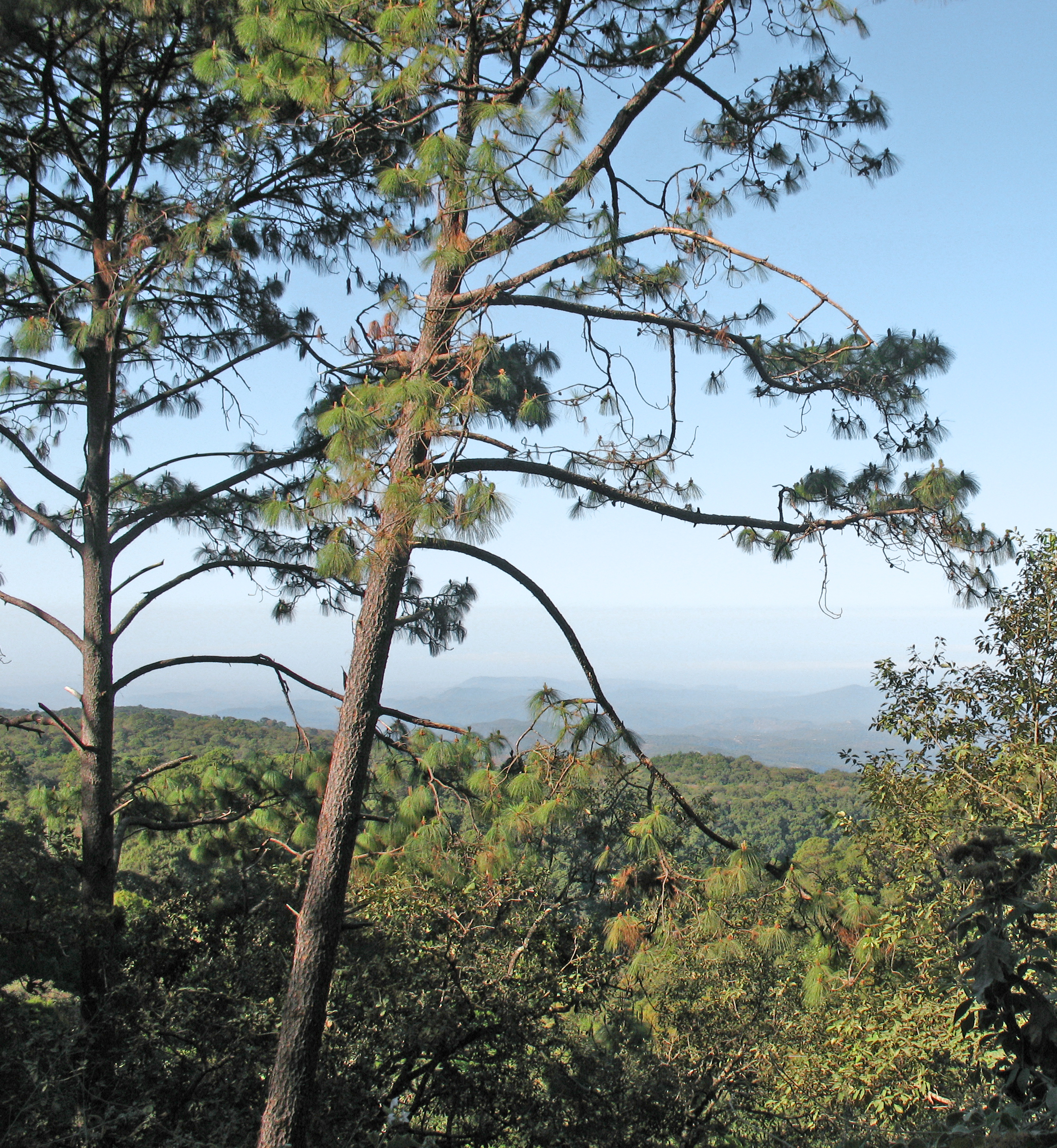
Flora de la región

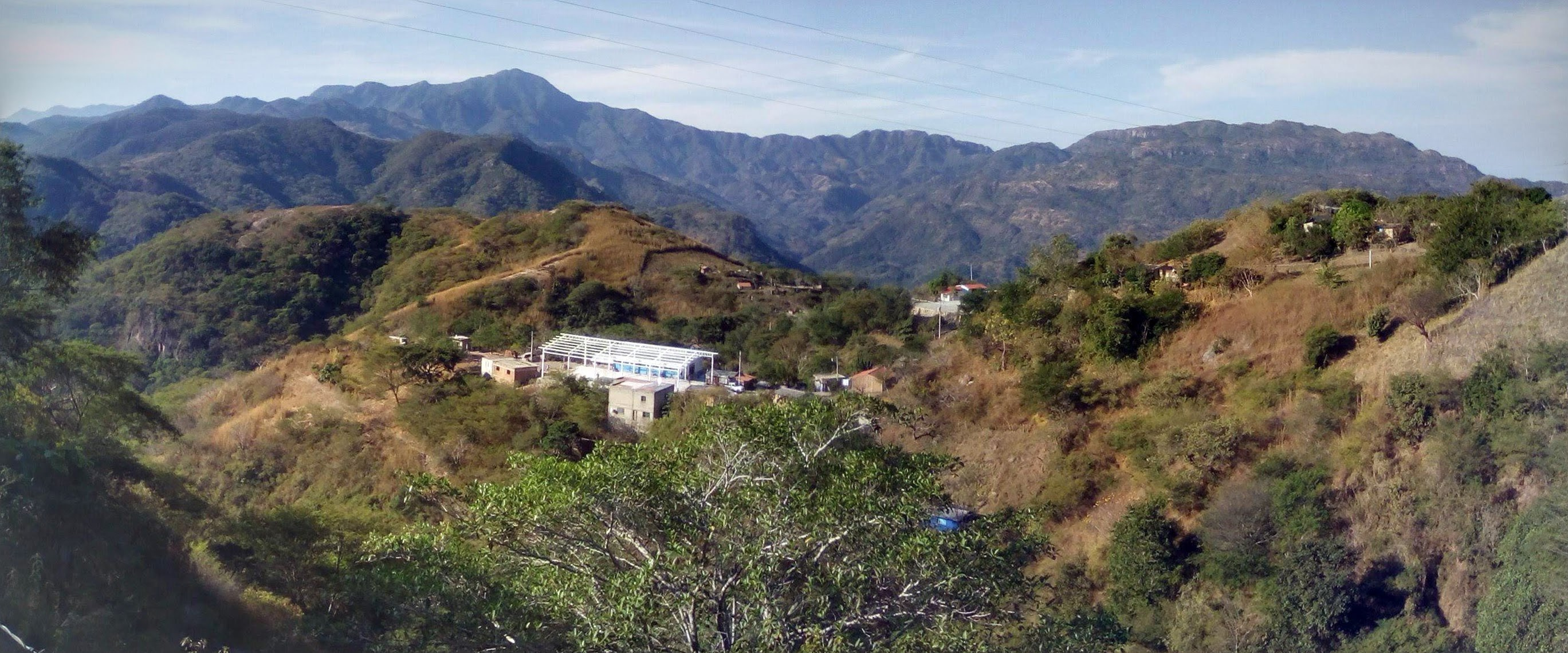
localidad en los inicios de la sierra